# Alouette 2 (Satellit)
Alouette 2 ist ein kanadischer Forschungssatellit. Es handelt sich dabei um das Ersatzexemplar von Alouette 1, dem ersten Satellit Kanadas, der im September 1962 gestartet wurde. 
Wie schon Alouette 1 wurde Alouette 2 von einer US-amerikanischen Rakete der NASA vom kalifornischen Startplatz Vandenberg ins All gebracht. Der Start erfolgte zusammen mit dem Forschungssatellit Explorer 31. Im Gegensatz zu Alouette 1 war die Umlaufbahn von Alouette 2 jedoch stark elliptisch. Gegenüber Alouette 1 hatte man eine der beiden Antennen von 46 auf 73 m verlängert und den Satelliten in eine schnellere Rotation von 2,25 Umdrehungen pro Minute versetzt, denn die Rotationsgeschwindigkeit von Alouette 1 hatte unerwartet schnell abgenommen.
Die Aufgabe von Alouette 2 bestand in der Erforschung der Ionosphäre. Der Satellit verfügte über keinen Datenspeicher, so dass die Messwerte nur übertragen werden konnten, wenn er in Sichtweite einer Bodenstation war. Die Ergebnisse wurden mit denen von Explorer 31 korreliert. Zuerst konnten 8 Stunden am Tag Daten aufgenommen werden, später reduzierte sich die Zeit aufgrund von Energieproblemen auf 30 Minuten täglich. Im Juli 1975 wurde der Satellit außer Betrieb genommen und nur am 28./29. November 1975 zu seinem 10-jährigen Jubiläum kurzzeitig wieder eingeschaltet.